# Konfesja belgijska
Belgijskie Wyznanie Wiary (Konfesja Belgijska) – zostało przygotowane przez Guido de Bres, kaznodzieję Kościołów Reformowanych w Holandii w 1561 roku. Łacińska nazwa to Confessio Belgica, przy czym "Belgica" oznaczało całe Niderlandy obejmujące nie tylko współczesną Holandię, ale także północną Belgię (Flandrię).
Wyznanie jest częścią Trzech Form Jedności.